# وزارت محیط زیست (استونی)
وزارت محیط زیست (استونیایی: Keskkonnaministeerium) یک وزارت در دولت استونی است که مسئول رسیدگی و اجرای سیاست‌های مربوط به اقلیم، منابع طبیعی، محیط زیست‌گرایی، شیلات و شکار در استونی است.

## فهرست وزیران
| تصویر | وزیر | وزیر                | حزب                         | دوره                            | نخست‌وزیر استونی                    |
| ----- | ---- | ------------------- | --------------------------- | ------------------------------- | ---------------------------------- |
|       |      | Tiit Nuudi          | کنشگر سیاسی مستقل           | ۲۱ دسامبر ۱۹۸۹ – ۱۱ آوریل ۱۹۹۰  |                                    |
|       |      | Toomas Frey         | کنشگر سیاسی مستقل           | ۱۱ آوریل ۱۹۹۰ – ۱۳ فوریه ۱۹۹۱   |                                    |
|       |      | Tõnis Kaasik        | کنشگر سیاسی مستقل           | ۱۳ فوریه ۱۹۹۱ – ۲۲ اکتبر ۱۹۹۲   |                                    |
|       |      | آندرس تاراند        | حزب سوسیال دموکراتیک استونی | ۲۱ اکتبر ۱۹۹۲ – ۸ نوامبر ۱۹۹۴   | مارت لار (I)                       |
|       |      | ووتله هانسن         | حزب سوسیال دموکراتیک استونی | ۸ نوامبر ۱۹۹۴ – ۲۰ آوریل ۱۹۹۵   | آندرس تاراند (I)                   |
|       |      | ویلو ریلیان         | People's Union              | ۲۰ آوریل ۱۹۹۵ – ۹ مارس ۱۹۹۹     | تیت واهی (II, III) مارت سیمن (I)   |
|       |      | هیکی کرانیچ         | حزب اصلاحات استونی          | ۲۵ مارس ۱۹۹۹ – ۱۰ آوریل ۲۰۰۳    | مارت لار (II) سیم کالاس (I)        |
|       |      | ویلو ریلیان         | People's Union              | ۱۰ آوریل ۲۰۰۳ – ۸ اکتبر ۲۰۰۶    | یوهان پارتس (I) آندروس آنسیپ (I)   |
|       |      | رین راندور          | People's Union              | ۱۱ اکتبر ۲۰۰۶ – ۵ آوریل ۲۰۰۷    | آندروس آنسیپ (I)                   |
|       |      | یانوس تامکیوی       | حزب اصلاحات استونی          | ۵ آوریل ۲۰۰۷ – ۵ آوریل ۲۰۱۱     | آندروس آنسیپ (II)                  |
|       |      | کیت پنتوس-روسیمانوس | حزب اصلاحات استونی          | ۶ آوریل ۲۰۱۱ – ۱۷ نوامبر ۲۰۱۴   | آندروس آنسیپ (III) تاوی رویواس (I) |
|       |      | ماتی رایدما         | حزب اصلاحات استونی          | ۱۷ نوامبر ۲۰۱۴ – ۹ آوریل ۲۰۱۵   | تاوی رویواس (I)                    |
|       |      | مارکو پومرانتس      | ایساما                      | ۹ آوریل ۲۰۱۵ – ۱۲ ژوئن ۲۰۱۷     | تاوی رویواس (II) یوری راتاس (I)    |
|       |      | سیم والمار کیسلر    | ایساما                      | ۱۲ ژوئن ۲۰۱۷ – ۲۹ آوریل ۲۰۱۹    | یوری راتاس (I)                     |
|       |      | رنه کوک             | حزب محافظه‌کار خلق استونی    | ۲۹ آوریل ۲۰۱۹ – ۷ نوامبر ۲۰۲۰   | یوری راتاس (II)                    |
|       |      | راین اپلر           | حزب محافظه‌کار خلق استونی    | ۱۶ نوامبر ۲۰۲۰ – ۲۶ ژانویه ۲۰۲۱ | یوری راتاس (II)                    |
|       |      | تونیس مولدر         | حزب مرکزی استونی            | ۲۶ ژانویه ۲۰۲۱ – ۱۸ نوامبر ۲۰۲۱ | کایا کالاس (I)                     |
|       |      | ارکی ساویسار        | حزب مرکزی استونی            | ۱۸ نوامبر ۲۰۲۱ – ۳ ژوئن ۲۰۲۲    | کایا کالاس (I)                     |
|       |      | مادیس کالاس         | حزب سوسیال دموکراتیک استونی | ۱۸ ژوئیه ۲۰۲۲ –                 | کایا کالاس (II)                    |